# Mycalesis sebetus
Mycalesis sebetus är en fjärilsart som beskrevs av William Chapman Hewitson 1877. Mycalesis sebetus ingår i släktet Mycalesis och familjen praktfjärilar. Inga underarter finns listade i Catalogue of Life.